# 登録免許税
登録免許税（とうろくめんきょぜい）とは、登録免許税法に基づき、登記、登録、特許、免許、許可、認可、認定、指定及び技能証明について課せられる国税で流通税である。 税率は他の諸税と異なり、千分率で規定されている。

## 課税範囲
登録免許税法別表第一に、1号から159号まで列挙されている。主なものとして
- 不動産の権利の登記（不動産の信託の登記を含む。）
- 船舶の登記（船舶の信託の登記を含む。）
- 航空機の登録
- 人の資格の登録又は技能証明
- 特定の業務に関する免許・許可・認可等

### 非課税
- 不動産の表示の登記は非課税である。但し、分筆・合筆の表示変更登記は除く。
- 国・地方公共団体・外国公館、別表第二・第三に掲げる特別の公共法人、公益法人が自己のために受ける特定の登記は非課税である。

## 課税標準
- 不動産登記の場合、課税標準は固定資産台帳に登録されている価格である。登録のない不動産の場合は、類似する不動産の登録価格を基礎として登記機関が認定した価格となる。不動産の上に所有権以外の権利、その他の処分の制限があるときは、それらがないものとした場合の価格となる。
- 抵当権設定の場合の課税標準は、担保する債権の金額である。
- 課税標準の計算の際、1000円未満の端数は切り捨てるが、課税標準自体が1000円未満の場合は1000円として計算される。
- 人の資格の登録または技能証明、特定の業務に関する免許・許可・認可等には、別表第一に各申請件数ごとに定額が決められている。

## 納税義務者
納税義務者は、登記等を受ける者である。売買による所有権移転登記の場合、売主と買主が連帯して納付する義務を負う。

## 税率
所有権移転登記
土地の売買の場合は平成18年度以降段階的に税率が上昇していて、平成24年度は1000分の15、平成25年度以降は1000分の20である。土地以外の不動産の売買の場合は、平成18年度以降1000分の20である。相続・法人の合併の場合は1000分の4、贈与・その他の場合は1000分の20である。
所有権保存登記・抵当権設定登記
1000分の4である。
変更の登記・抵当権抹消登記・付記登記・抹消登記の回復
不動産1個につき1000円（定額）である。同一の申請用紙で20個以上の登記抹消をする場合、個数にかかわらず20000円となる。

### 住宅用家屋の場合の軽減税率
床面積50平方メートル以上で、個人が（法人は適用外）自己の居住用に取得して（売買又は競落のみで、贈与は対象外）1年以内に登記を受ける場合、軽減税率の特例が適用される。条件を満たす限り特例は何度でも適用される。
所有権移転登記（1000分の3）・抵当権設定登記（1000分の1）
通常の家屋は築20年以内、鉄骨造・鉄筋コンクリート造の場合は築25年以内、あるいは建築基準法施行令の規定もしくは国土交通大臣が財務大臣と協議して定める地震に対する安全性に係る基準に適合する物件が対象となる。
所有権保存登記（1000分の1.5）
新築住宅のみが対象となる。
免許税法では非課税であり措置法では免税であるため前者の追加担保は本則課税されてしまうが後者は1500円になる。  学校法人が実習船を追加担保するような場合は不利になる。
申請時に、申請先に対して現金で納付するのが原則である。つまり申請時が納期限となる。税額が3万円以下の場合には印紙納付をすることができる。すべての登記所が印紙納付指定されたので金額にかかわらず登記所では印紙納付可能だが、登記所以外は確認が必要。